# Медсестра в военной палате
Медсестра в военной палате (итал. L'infermiera nella corsia dei militari) — итальянская эротическая комедия режиссера Марино Лауренти.

## Сюжет
Микеле, брат винодела, умирает от невыясненных причин. Однако он успевает написать записку, что драгоценные картины спрятал в психиатрической больнице. В больнице главным врачом работает Амедео ла Русса, который проводит нетрадиционное лечение путем переодевания в разных героев ради лечения своих пациентов. Жена врача Вероника болеет фригидностью, через что Амедео стремится любовь от другой. Он влюбляется в новую медсестру Грацию Манчини, которая является подружкой винодела и под прикрытием пробирается в больницу ради поиска драгоценных картин. Однако винодел имеет в любовницах Еву, а Грацию использует только для поиска картин. Грация одновременно влюбляется в местного врача Сантарелли, который не сразу отвечает ей взаимностью.